# Beskrivende mængdefortegnelse
En beskrivende mængdefortegnelse (BMF) er et byggesagsdokument, der anvendes til at beskrive mængder og omfang ved udbud af en byggesag.
I forbindelse med Det Digitale Byggeri har BANK-konsortiet beskrevet forholdene omkring BMF.
Der er en en til en-relation mellem en post i en BMF og en bygningsdelsbeskrivelse. Hver bygningsdelsbeskrivelse er repræsenteret med én og kun én post i BMF.
Denne definition er dog lidt udvandet i det egentlige statslige krav, hvor der blot kræves en sammenhæng mellem beskrivelsen og BMF.